# (39452) 4027 T-3
4027 T-3 (asteroide 39452) é um asteroide da cintura principal. Possui uma excentricidade de 0.19547770 e uma inclinação de 5.38768º.
Este asteroide foi descoberto no dia 16 de outubro de 1977 por Cornelis Johannes van Houten e Ingrid van Houten-Groeneveld e Tom Gehrels em Palomar.